# 托德·莫澤
托德·莫澤（英語：Todd Moser，1976年10月28日—），生於美國紐約市，美國棒球選手，曾效力於兄弟象，為兄弟象2007年的王牌救援投手，中文登錄名為「泰德」。

## 經歷
- 美國職棒佛羅里達馬林魚（新人聯盟～小聯盟２Ａ）（1999年－2004年）
- 美國職棒聖路易紅雀（小聯盟２Ａ）（2004年）
- 美國職棒索馬瑟特愛國者（獨立聯盟‧大西洋聯盟）（2005年－2006年）
- 中華職棒兄弟象（2007年5月10日－2008年6月2日）

## 中華職棒成績
| 年度     | 球隊   | 出賽 | 投球局數 | 勝投 | 敗投 | 中繼點 | 救援成功 | 完投 | 完封 | 四死 | 三振 | 責失 | 防禦率 |
| -------- | ------ | ---- | -------- | ---- | ---- | ------ | -------- | ---- | ---- | ---- | ---- | ---- | ------ |
| 2007年   | 兄弟象 | 33   | 56.0     | 5    | 1    | 2      | 13       | 0    | 0    | 14   | 38   | 15   | 2.41   |
| 2008年   | 兄弟象 | 11   | 12.2     | 0    | 1    | 2      | 0        | 0    | 0    | 7    | 6    | 5    | 3.55   |
| 生涯累計 | 2年    | 44   | 68.2     | 5    | 2    | 4      | 13       | 0    | 0    | 21   | 44   | 20   | 2.62   |

## 特殊記錄
- 2007年中華職棒救援王

## 外部連結
- 托德·莫澤在台灣棒球維基館上的頁面（繁體中文）
- 托德·莫澤在中華職棒官網
- 托德·莫澤在Baseball-Reference.com（小聯盟以及海外聯盟）（英语）
- 托德·莫澤在The Baseball Cube（英语）

| 前任： 郭勇志 | 中華職棒救援王 2007年 | 繼任： 飛鵬 |